# Szijártó István (történész)
Szijártó István (Kaposvár, 1965. június 15. – ) történész, egyetemi oktató. Az Eötvös Loránd Tudományegyetem Bölcsészettudományi Kar Gazdaság- és Társadalomtörténeti Tanszékének egyetemi tanára.
Kutatási témája a 18. századi magyarországi politika társadalom- és kultúrtörténete, különös tekintettel az országgyűlésre, valamint a történetírás elmélete és története, különös tekintettel a mikrotörténelemre.

## Tanulmányai
1984 és 1989 között a Marx Károly Közgazdaság-tudományi Egyetem, Nemzetközi Kapcsolatok szakát, 1986 és 1990 között pedig az ELTE BTK Történelem szakát végezte el.

## Tudományos fokozatok
1998: a történelemtudomány kandidátusa
2007: habilitáció
2018: az MTA doktora

## Munkahelyek
1990–1994: MTA Tudományos Minősítő Bizottság (tudományos továbbképzési ösztöndíjas)
1995–1997: CEU Nyílt Társadalom Intézet (egyéni kutatóösztöndíjas)
1998–1999: MTA (Bolyai-ösztöndíjas)
1999–2001: ELTE BTK Közép- és Kora Újkori Egyetemes Történeti Tanszék (egyetemi adjunktus)
2001–2004: ELTE BTK Gazdaság- és Társadalomtörténeti Tanszék (Békésy-ösztöndíjas)
2004–2005: Habsburg Történeti Intézet (ösztöndíjas)
2005– : ELTE BTK Gazdaság- és Társadalomtörténeti Tanszék (egyetemi adjunktus, docens, majd egyetemi tanár)

## Oktatási tevékenység
1994-től máig: ELTE BTK (óraadóként, majd főállásban)
1999: Károli Gáspár Református Egyetem (egy kurzus vendégelőadóként)
2004–2005: Pécsi Tudományegyetem (három doktori kurzus óraadóként)
2019: Moszkvai Lomonoszov Állami Egyetem (speciális intenzív kurzus vendégelőadóként)
2021: Ecole des Hautes Etudes en Sciences Sociales, Marseille (vendégprofesszor egy hónapig)
2021: Stavangeri Egyetem (online kurzus vendégelőadóként)
2021, 2022, 2023: Uráli Szövetségi Egyetem, Jekatyerinburg (egy-egy online kurzus vendégelőadóként)
2022: Izlandi Egyetem, Reykjavík (online kurzus vendégelőadóként)
2022: CEU, Bécs (vendégprofesszor egy szemeszterre)

## Szervezeti tagságok
2021– : az MTA Történettudományi Bizottság
2019–2022: Pázmány Péter Katolikus Egyetem Bölcsészet- és Társadalomtudományi Doktori és Habilitációs Tanács
2014– : a Magyar Parlamentarizmustörténeti Munkacsoport
2012– : a Magyar Tudományos Akadémia köztestülete
2007– : Microhistory Network
Hajnal István Kör

## Egyéb szakmai tevékenység
1998 és 2010 között az ELTE BTK Történeti Antropológia Program egyik programgazdája. 1999 és 2002 között az Osiris Mikrotörténelem könyvsorozat társ-sorozatszerkesztője. 2003-ban az ELTE BTK Történelemtudományi Doktori Iskola alapító tagja. 2007-től az Harmattan Mikrotörténelem könyvsorozat társ-sorozatszerkesztője és 2015-től a Routledge kiadó Microhistories könyvsorozat társ-sorozatszerkesztője.

## Díjak, kitüntetések
2020: ELTE BTK Kari Kiválósági Publikációs Díj

## Főbb publikációi
- A diéta. A magyar rendek és az országgyűlés, 1708-1792. Osiris: Budapest, 2005. pp. 614. Második, javított kiadás: Balaton Akadémia: Keszthely, 2010. pp. 614.
- Nemesi társadalom és politika. Tanulmányok a 18. századi magyar rendiségről. Universitas: Budapest, 2006. pp. 291.
- Tapasztalatok, cselekvő egyének, felelősség. Oroszország mikrotörténelmének tanulságai. Balaton Akadémia: Keszthely, 2011. pp. 97.
- What is microhistory? Theory and practice. Routledge: London – New York, 2013. pp. 184. (Társszerző: Sigurður Gylfi Magnússon.)
- A történész mikroszkópja. A mikrotörténelem elmélete és gyakorlata. L’Harmattan: Budapest, 2014. pp. 273.
- A 18. századi Magyarország rendi országgyűlése. Az Országgyűlés Hivatala – Országgyűlés Kiadó: Budapest, 2016. pp. 331.
- Estates and constitution. The parliament in eighteenth-century Hungary. Berghahn: New York – Oxford, 2020. pp. 442.
- A történész, a források és az elbeszélés. The Historian, the Sources and the Narrative. Balaton Akadémia: Keszthely, 2020. pp. 70.
- A történelem diskurzusa. Bevezetés a 20. századi történetírás történetébe és elméletébe. Ráció: Budapest, 2021. pp. 444.
- A diéta II. A 18. századi politikai elit társadalom- és kultúrtörténeti megközelítésben. Magyar Nemzeti Levéltár: Budapest, 2021. pp. 760.
- Parliamentarism in Northern and East-Central Europe in the Long Eighteenth Century. Volume I: Representative Institutions and Political Motivation. Szerk. Szijártó M. István, Wim Blockmans és Kontler László. Routledge: London – New York, 2023. pp. 358.